# Chortodes extrema
Chortodes extrema là một loài bướm đêm trong họ Noctuidae.